# أومارو غاندا
أومارو غاندا (1935 - 1 يناير 1981) (بالفرنسية: Oumarou Ganda)‏ مخرج وممثل نيجري. يعتبر من المساهمين في التعريف بالسينما الأفريقية على الصعيد الدولي خلال الستينيات والسبعينيات.

## مسيرته
وُلد غاندا سنة 1935 في نيامي، عاصمة النيجر، وتعود أصوله إلى شعب زارما. أكمل دراسته الابتدائية في نيامي، وفي سن 16 انضم إلى فيلق مشاة الشرق الأقصى الفرنسي كجندي من 1951 إلى 1955. بعد أن أمضى عامين في آسيا خلال الحرب الهندوصينية الأولى، عاد إلى النيجر، حيث لم يتمكن من العثور على عمل. هاجر إلى ساحل العاج وأصبح محمل سفن في ميناء أبيدجان. وهناك التقى عالم الأنثروبولوجيا والمخرج الفرنسي جان روش. كان روش مهتمًا بالمجتمع النيجري في ساحل العاج ووظف غاندا كخبير إحصائي لأبحاثه حول الهجرة.
كان روش هو من قدم غاندا إلى السينما. لعب غاندا دورًا صغيرًا في فيلم روش عام 1957 بعنوان (Zazouman de Treichville)، كما لعب الدور الرئيسي في فيلم (Moi, un Noir) سنة 1958. بعد بضع سنوات عاد إلى نيامي، حيث انخرط في مركز الثقافة الفرنسية النيجرية. التقى في نادي الثقافة والسينما بالمركز بفنيين قدموا له تدريباً في الإخراج والكاميرا والصوت، وأصبح مساعداً فنياً. أنتج النادي عدة أفلام، وفي عام 1968 نُظّمت مسابقة سيناريو كتب فيها غاندا سيناريو فيلمه الأول (Cabascabo)، بناءً على تجاربه في الهند الصينية. واصل إنتاج الأفلام طوال السبعينيات، وقد نال الكثير منها شهرة دولية. فاز فيلمه الأكثر شهرة لي وازو معدد الزوجات سنة 1970 بجائزة أفضل فيلم في المهرجان الأفريقي للسينما والتلفزيون في واغادوغو. بالإضافة إلى أفلامه الدرامية، أكمل غاندا العديد من الأفلام الوثائقية وكان يعمل على أحدها وقت وفاته بنوبة قلبية في 1 يناير 1981.

### التكريم بعد وفاته
من بين التكريمات التي حصل عليها بعد وفاته، مركز ثقافي رئيسي، ومكتبة في نيامي، تم تسمية (Le Centre Culturel Oumarou GANDA) باسمه في عام 1981، بعد وفاته بوقت قصير.
بصفته الفائز بجائزة أفضل فيلم في المهرجان الأفريقي للسينما والتلفزيون في واغادوغو السنوي الأول، بدأ المهرجان بعد وفاته في منح جائزة فيلم روائي أفريقي بعنوان (جائزة أومارو غاندا).

## روابط خارجية
- أومارو غاندا على موقع IMDb (الإنجليزية)
- أومارو غاندا على موقع ألو سيني (الفرنسية)
- أومارو غاندا على موقع قاعدة بيانات الأفلام السويدية (السويدية)
- أومارو غاندا على موقع قاعدة بيانات الفيلم (الإنجليزية)
- أومارو غاندا على موقع كينوبويسك (الروسية)